# Leptodrassus incertus
Leptodrassus incertus är en spindelart som beskrevs av Banks 1898. Leptodrassus incertus ingår i släktet Leptodrassus och familjen plattbuksspindlar. Inga underarter finns listade i Catalogue of Life.